# Vele
Vele ist ein Dorf im Königreich Alo, welches als Teil des französischen Überseegebiets Wallis und Futuna zu Frankreich gehört.

## Lage
Das Dorf befindet sich im äußersten Südosten der Insel Futuna, gegenüber von Alofi. Beide Inseln gehören zu den Horn-Inseln. In Vele befindet sich mit dem Flughafen Futuna der einzige Flughafen der Insel. Von dort aus werden Linienflugverbindungen zum Flughafen Wallis-Hihifo angeboten.

## Bevölkerung
Während 2003 noch 303 Einwohner und 2008 noch 280 Einwohner in Vele lebten, beläuft sich die Einwohnerzahl mit Stand 1. Januar 2023 nur noch auf 222 Personen. Somit ist die Bevölkerungszahl, wie auch im übrigen Teil Wallis und Futunas, rückläufig. Ein Großteil der jüngeren Bevölkerung wandert nach Neukaledonien aus.